# Natasha Pons
Natasha Pons Majmut (Copiapó, 1968) es una artista visual, dibujante, grabadora y catedrática chilena adscrita al arte contemporáneo y que ha incursionado principalmente en el arte figurativo y la abstracción.

## Vida y obra
Se graduó de licenciatura en arte en la Pontificia Universidad Católica de Chile. Su trabajo se centra en obras de pequeño y gran formato.
Pons fue una de las fundadoras del Colectivo Dalmacia, donde participó entre los años 1993 y 2000 junto al grabador Klaudio Vidal y los pintores Pablo Mayer, Alex Quinteros, Francisco González-Vera, Iván Zambrano y Ricardo Fuentealba-Fabio.
Exposiciones y distinciones
Ha participado en varias exposiciones individuales y colectivas durante su carrera, entre ellas la II Bienal de Grabado del Mercosur de ArteBA (2000), las muestras Genio de la Bastilla (1999) en el Museo de Arte Contemporáneo de Santiago y Salón Sur (2003) en el Museo Nacional de Bellas Artes de Chile, entre otras exposiciones en Chile, América Latina y Europa.
El año 2000 recibió una nominación al Premio Altazor de las Artes Nacionales por Blanco y negro en la categoría grabado y dibujo; un año después, volvió a ser nominada en la misma categoría por una obra en la Muestra Colectiva Asociación de Pintores y Escultores de Chile, mientras que el año 2003 nuevamente es nominada en dicha categoría por Cuerpo ausente. V Salón Sur.